# Tangara
Tangara es un género de aves paseriformes perteneciente a la familia Thraupidae que agrupa a numerosas especies nativas de la América tropical (Neotrópico), donde se distribuyen desde la costa caribeña de Guatemala, por América Central y del Sur hasta el noroeste de Bolivia, sur de Brasil, este de Paraguay y extremo noreste de Argentina. Era el género más numeroso de aves neotropicales, con casi una cincuentena de especies, hasta que estudios de filogenia molecular encontraron que no era monofilético y, como consecuencia, en el año 2016, un grupo grande de especies fueron separadas en cuatro otros géneros. A sus miembros se les conoce por el nombre común de tangaras, o tangaraes o tángaras, y también saíras, entre otros.

## Características
Las tangaras de este géneros son un grupo numeroso y ampliamente diseminado de tráupidos pequeños, miden entre 12 y 14,5 cm de longitud, reconocidos por sus plumajes coloridos y de patrón complejo. Encuentran su mayor diversidad en las selvas andinas, donde varias especies pueden ser vistas en la misma bandada mixta, pero también en otros bosques montanos, como la Mata atlántica del este de Brasil, selvas húmedas de tierras bajas de la Amazonia, donde prefieren el dosel y también en terrenos semiabiertos. A pesar de que todos forrajean por frutos de forma semejante, difieren en la forma que cazan insectos. Algunas especies emiten llamados distintivos, pero en general no se distinguen especialmente por sus voces.

## Comportamiento
La hembra suele construir un nido bien escondido en forma de taza y poner dos huevos manchados de marrón o lila. Los polluelos nacen a los 13 a 14 días y empluman en 15 a 16 días. El macho y la hembra alimentan a sus crías con insectos y frutos. A veces tienen ayudantes. 
Los frutos constituyen del 53 al 86 % de su alimentación. Además comen insectos que recogen de las hojas o que atrapan al vuelo.

## Taxonomía

### Descripción original
El género Tangara fue propuesto originalmente en el año 1760 por el naturalista francés Mathurin Jacques Brisson; posteriormente se definió la especie tipo como siendo Aglaia paradisaea Swainson, 1837, pero resultó ser un sinónimo posterior de Aglaia chilensis Vigors, 1832 (actual Tangara chilensis).

### Etimología
Etimológicamente el término de género femenino Tangara deriva de la palabra en el idioma tupí «tangará», que significa «bailarín» y era utilizado originalmente para designar una variedad de aves de colorido brillante.

### Historia taxonómica y relaciones filogenéticas
Tradicionalmente, el presente género agrupaba a una cincuentena de especies, hasta que en los años 2010, publicaciones de filogenias completas de grandes conjuntos de especies de la familia Thraupidae basadas en muestreos genéticos, que incluyeron varios marcadores mitocondriales y nucleares, permitieron comprobar que el género así constituido no era monofilético, con algunas de las especies del género Thraupis embutidas en el mismo. Las opciones existentes eran: mantener Thraupis y dividir el presente en otros géneros, o, incluir las especies de Thraupis en un Tangara más ampliamente definido de lo que ya era, llegando hasta 55 especies. Esta segunda opción no fue bien recibida, al crear un género más grande que lo convencional para la clase Aves, así como también destacando la notable diferencia de tamaño del cuerpo entre los Thraupis y las especies del presente.
Burns et al. (2016) propusieron la separación de cinco especies en un género resucitado Ixothraupis, una especie en un género resucitado Chalcothraupis, dos especies en un nuevo género Poecilostreptus y  catorce especies en un nuevo género Stilpnia.
El Comité de Clasificación de Sudamérica (SACC), en la propuesta N° 730 partes 19 y 20 reconoció estos cambios, en lo que fue seguido por el Congreso Ornitológico Internacional (IOC) y Clements checklist/eBird. Otras clasificaciones como Aves del Mundo (HBW) y Birdlife International (BLI) optaron por mantener el género Tangara más ampliamente definido, con lo cual las especies separadas conservan su nombre anterior.
- Especies separadas en Stilpnia: Tangara argyrofenges, T. cayana, T. cucullata, T. cyanicollis, T. cyanoptera, T. heinei, T. larvata, T. meyerdeschauenseei, T. nigrocincta, T. peruviana, T. phillipsi, T. preciosa, T. viridicollis y T. vitriolina.

- Especies separadas en Ixothraupis: Tangara guttata, T. punctata, T. rufigula, T. varia y T. xanthogastra.

- Especies separadas en Poecilostreptus: Tangara cabanisi y T. palmeri.

- Especie separada en Chalcothraupis: Tangara ruficervix.

Los amplios estudios filogenéticos recientes demuestran que el presente género es pariente próximo a un clado formado por Thraupis, Chalcothraupis, Stilpnia y Poecilostreptus, todos en una subfamilia Thraupinae.

## Lista de especies
Según las clasificaciones del Congreso Ornitológico Internacional (IOC) y Clements Checklist el género agrupa a las siguientes especies con el respectivo nombre popular de acuerdo con la Sociedad Española de Ornitología (SEO) u otro cuando referenciado:
| Imagen | Nombre científico               | Autor                         | Nombre común                  | Estado de conservación | Distribución |
| ------ | ------------------------------- | ----------------------------- | ----------------------------- | ---------------------- | ------------ |
|        | Tangara vassorii                | (Boissoneau, 1840)            | tangara azulinegra            | LC                     |              |
|        | Tangara (vassorii) atrocoerulea | (Tschudi, 1844)               | (tangara azulinegra moteada)  | LC                     |              |
|        | Tangara nigroviridis            | (Lafresnaye, 1843)            | tangara de lentejuelas        | LC                     |              |
|        | Tangara dowii                   | (Salvin, 1863)                | tangara caripinta             | LC                     |              |
|        | Tangara fucosa                  | Nelson, 1912                  | tangara nuquiverde            | LC                     |              |
|        | Tangara labradorides            | (Boissonneau, 1840)           | tangara verdinegra            | LC                     |              |
|        | Tangara cyanotis                | (P.L. Sclater, 1858)          | tangara cejiazul              | LC                     |              |
|        | Tangara inornata                | (Gould, 1855)                 | tangara cenicienta            | LC                     |              |
|        | Tangara mexicana                | (Linnaeus, 1766)              | tangara turquesa              | LC                     |              |
|        | Tangara brasiliensis            | (Linnaeus, 1766)              | (tangara ventriblanca)        | LC                     |              |
|        | Tangara chilensis               | (Vigors, 1832)                | tangara del paraíso           | LC                     |              |
|        | Tangara velia                   | (Linnaeus, 1758)              | tangara velia                 | LC                     |              |
|        | Tangara (velia) cyanomelas      | (Wied-Neuwied, 1830)          | (tangara pechiplateada)       | LC                     |              |
|        | Tangara callophrys              | (Cabanis, 1848)               | tangara opalina               | LC                     |              |
|        | Tangara seledon                 | (Statius Müller, 1776)        | tangara arcoíris              | LC                     |              |
|        | Tangara fastuosa                | (Lesson, 1832)                | tangara sietecolores          | VU                     |              |
|        | Tangara cyanocephala            | (Statius Müller, 1776)        | tangara militar               | LC                     |              |
|        | Tangara desmaresti              | (Vieillot, 1819)              | tangara de Desmarest          | LC                     |              |
|        | Tangara cyanoventris            | (Vieillot, 1819)              | tangara ventriazul            | LC                     |              |
|        | Tangara lavinia                 | (Cassin, 1858)                | tangara alirrufa              | LC                     |              |
|        | Tangara gyrola                  | (Linnaeus, 1758)              | tangara cabecirroja           | LC                     |              |
|        | Tangara rufigenis               | (P.L. Sclater, 1857)          | tangara carirrufa             | LC                     |              |
|        | Tangara chrysotis               | (du Bus de Gisignies, 1846)   | tangara orejidorada           | LC                     |              |
|        | Tangara xanthocephala           | (Tschudi, 1844)               | tangara coronigualda          | LC                     |              |
|        | Tangara parzudakii              | (Lafresnaye, 1843)            | tangara carafuego             | LC                     |              |
|        | Tangara (parzudakii) lunigera   | (P.L. Sclater, 1851)          | (tangara carigualda)          | LC                     |              |
|        | Tangara schrankii               | (Spix, 1825)                  | tangara de Schrank            | LC                     |              |
|        | Tangara johannae                | (Dalmas, 1900)                | tangara bigotuda              | NT                     |              |
|        | Tangara arthus                  | Lesson, 1832                  | tangara dorada (pechicastaña) | LC                     |              |
|        | Tangara (arthus) aurulenta      | (Lafresnaye, 1843)            | tangara dorada                | LC                     |              |
|        | Tangara florida                 | (P.L. Sclater & Salvin, 1869) | tangara florida               | LC                     |              |
|        | Tangara icterocephala           | (Bonaparte, 1851)             | tangara goliplateada          | LC                     |              |